# Turniej regu mężczyzn w sepak takraw plażowym na Plażowych Igrzyskach Azjatyckich 2012
Turniej regu w sepak takraw mężczyzn podczas III Plażowych Igrzysk Azjatyckich w Haiyan odbył się w dniach od 20 do 22 czerwca 2012 roku. Do rywalizacji przystąpiło sześć drużyn, podzielonych na dwie grupy. W każdej z nich zmagania toczyły się systemem kołowym (tj. każdy z każdym, po jednym meczu). Po dwie najlepsze drużyny z obu grup dostawały się do półfinału. Złoto zdobyła reprezentacja Tajlandii.

## Runda eliminacyjna

### Grupa A
| Drużyna   | Mecze | Wygrane | Przegrane | Sety wyg. | Sety prze. | Punkty |
| --------- | ----- | ------- | --------- | --------- | ---------- | ------ |
| Indonezja | 2     | 2       | 0         | 6         | 2          | 4      |
| Brunei    | 2     | 1       | 1         | 5         | 3          | 2      |
| Mjanma    | 2     | 0       | 2         | 0         | 6          | 0      |

| Data      |           | Wynik |           | Set 1    | Set 2    | Set 3    | Set 4    | Set 5    |
| --------- | --------- | ----- | --------- | -------- | -------- | -------- | -------- | -------- |
| 20 czerw. | Indonezja | 3–0   | Mjanma    | Walkower | Walkower | Walkower | Walkower | Walkower |
| 20 czerw. | Brunei    | 2–3   | Indonezja | 10–15    | 15–13    | 8–15     | 16–14    | 14–16    |
| 21 czerw. | Mjanma    | 0–3   | Brunei    | Walkower | Walkower | Walkower | Walkower | Walkower |

### Grupa B
| Drużyna   | Mecze | Wygrane | Przegrane | Sety wyg. | Sety prze. | Punkty |
| --------- | ----- | ------- | --------- | --------- | ---------- | ------ |
| Tajlandia | 2     | 2       | 0         | 6         | 0          | 4      |
| Chiny     | 2     | 1       | 1         | 3         | 3          | 2      |
| Wietnam   | 2     | 0       | 2         | 0         | 6          | 0      |

| Data      |           | Wynik |           | Set 1 | Set 2 | Set 3 | Set 4 | Set 5 |
| --------- | --------- | ----- | --------- | ----- | ----- | ----- | ----- | ----- |
| 20 czerw. | Chiny     | 0–3   | Tajlandia | 5–15  | 5–15  | 6–15  |       |       |
| 20 czerw. | Wietnam   | 0–3   | Chiny     | 9–15  | 8–15  | 12–15 |       |       |
| 21 czerw. | Tajlandia | 3–0   | Wietnam   | 15–5  | 15–9  | 15–7  |       |       |

## Runda finałowa
|  |                      |                      |                      |                      |                      |                      |                      |    |    |                  |                  |                  |                  |                  |                  |                  |
|  | Półfinały 21 czerwca | Półfinały 21 czerwca | Półfinały 21 czerwca | Półfinały 21 czerwca | Półfinały 21 czerwca | Półfinały 21 czerwca | Półfinały 21 czerwca |    |    | Finał 22 czerwca | Finał 22 czerwca | Finał 22 czerwca | Finał 22 czerwca | Finał 22 czerwca | Finał 22 czerwca | Finał 22 czerwca |
|  | Półfinały 21 czerwca | Półfinały 21 czerwca | Półfinały 21 czerwca | Półfinały 21 czerwca | Półfinały 21 czerwca | Półfinały 21 czerwca | Półfinały 21 czerwca |    |    | Finał 22 czerwca | Finał 22 czerwca | Finał 22 czerwca | Finał 22 czerwca | Finał 22 czerwca | Finał 22 czerwca | Finał 22 czerwca |
|  |                      |                      |                      |                      |                      |                      |                      |    |    |                  |                  |                  |                  |                  |                  |                  |
|  |                      |                      |                      |                      |                      |                      |                      |    |    |                  |                  |                  |                  |                  |                  |                  |
|  | Indonezja            | Indonezja            | 14                   | 9                    | 15                   | 15                   | 7                    |    |    |                  |                  |                  |                  |                  |                  |                  |
|  | Indonezja            | Indonezja            | 14                   | 9                    | 15                   | 15                   | 7                    |    |    |                  |                  |                  |                  |                  |                  |                  |
|  | Chiny                | Chiny                | 16                   | 15                   | 12                   | 9                    | 15                   |    |    |                  |                  |                  |                  |                  |                  |                  |
|  | Chiny                | Chiny                | 16                   | 15                   | 12                   | 9                    | 15                   |    |    | Chiny            | Chiny            | 4                | 16               | 11               |                  |                  |
|  |                      |                      |                      |                      |                      |                      |                      |    |    | Chiny            | Chiny            | 4                | 16               | 11               |                  |                  |
|  |                      |                      | Tajlandia            | Tajlandia            | 15                   | 17                   | 15                   |    |    |                  |                  |                  |                  |                  |                  |                  |
|  | Tajlandia            | Tajlandia            | Tajlandia            | Tajlandia            | 15                   | 17                   | 15                   | 15 | 15 | 15               |                  |                  |                  |                  |                  |                  |
|  | Tajlandia            | Tajlandia            |                      |                      |                      |                      |                      |    |    |                  |                  |                  |                  |                  |                  |                  |
|  | Brunei               | Brunei               | 4                    | 8                    | 7                    |                      |                      |    |    |                  |                  |                  |                  |                  |                  |                  |
|  | Brunei               | Brunei               | 4                    | 8                    | 7                    |                      |                      |    |    |                  |                  |                  |                  |                  |                  |                  |
|  |                      |                      |                      |                      |                      |                      |                      |    |    |                  |                  |                  |                  |                  |                  |                  |